# نیکول میلاژ
نیکول میلاژ (انگلیسی: Nichole Millage؛ زادهٔ ۲۷ مارس ۱۹۷۷) بازیکن والیبال اهل ایالات متحده آمریکا است. او از برندگان مدال طلا پارالمپیک تابستانی ۲۰۰۸، ۲۰۱۲ و ۲۰۱۶ است.